# Melipotes gymnops
El mielero de las Arfak (Melipotes gymnops) es una especie de ave paseriforme de la familia Meliphagidae. Es endémico del noroeste de la isla de Nueva Guinea, encontrándose únicamente en los montes Arfak, Tamrau y Wandammen.